# Félix Marcotte
Félix Émile Marcotte (Nova York, Estats Units, 12 de juny de 1865 - Avon, Sena i Marne, 26 de juliol de 1953) va ser un regatista francès que va competir a cavall del segle xix i el segle xx. El 1900 va prendre part en els Jocs Olímpics de París on participà en diferents proves del programa de vela. Guanyà la medalla de plata en la 1a cursa de la modalitat de ½ a 1 tona, junt a Jean Le Bret, Jules Valton, William Martin i Jacques Baudrier.